# Santiago (Agusan del Norte)
Santiago ist eine Stadtgemeinde in der Provinz Agusan del Norte auf der Insel Mindanao im Süden der Philippinen.
Santiago liegt 45 km nördlich der Provinzhauptstadt Butuan City. Die Stadtgemeinde grenzt im Westen und Südwesten an Tubay, im Süden an Cabadbaran, im Norden an Jabonga und im Osten an die Provinz Surigao del Sur.
Der Ort wurde von einer Gruppe Indigener gegründet, die aus Jabonga geflohen waren. Den Namen Santiago bekam der Ort, als er 1898 zum Barrio der Stadtgemeinde Cabadbaran wurde.
1924 wurde der Ort, der damals am Fluss Aciga lag durch eine Überschwemmung zerstört, woraufhin sich die Bewohner im Barrio Jagupit neu ansiedelten. Nach einer erneuten Überschwemmung im Jahre 1936 siedelten die Bewohner in den Sitio Paypay um. Der Ort war zuvor bereits von ethnischen Manobos und Mamanwas bewohnt. Im selben Jahr wurde Paypay nach dem spanischen Namen des Heiligen Jakobus dem Älteren in Santiago umbenannt wurde.
Santiago wurde 1969 selbstständige Stadtgemeinde.
Zur Sicherstellung der Wasserversorgung der Stadt wurde das Cabadbaran-Santiago Watershed Forest Reserve am Mount Hilong hilong eingerichtet.

## Barangays
Santiago ist politisch in acht Barangays unterteilt.
- Curva
- Jagupit
- La Paz
- Poblacion I
- San Isidro
- Tagbuyacan
- Estanislao Morgado
- Poblacion II